# Park Narodowy Beedelup

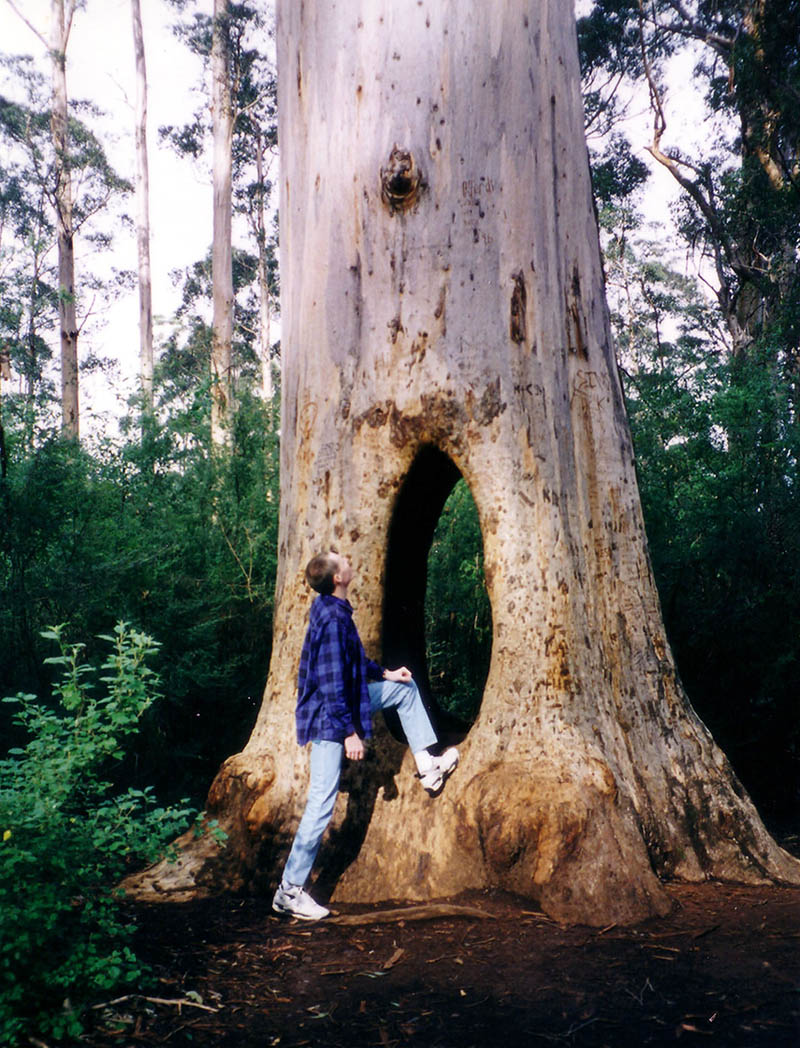
Drzewo Karri w parku

Park Narodowy Beedelup (ang. Beedelup National Park) – park narodowy w stanie Australia Zachodnia w Australii o wielkości 1783 ha, utworzony w 1915 roku. Leży ok. 22 km od miasta Pemberton i ok. 367 km od Perth. Na terenie parku znajdują się wodospady Beedelup, które są jego główną atrakcją. Aborygeni z grupy Bibbulman są oficjalne uznani za tradycyjnych właścicieli parku.

## Fauna i flora
W parku występują m.in. Hovea elliptica i Dillwynia uncinata. 
Na terenie parku występuje wiele gatunków zwierząt, z czego większość to ptaki, np. Rhipidura albiscapa, kukabura chichotliwa (Dacelo novaeguineae) i rozella czarnogłowa (Barnardus zonarius).

## Zwiedzanie
Wejście jest płatne, a psy nie mają wstępu na teren parku.